# Atletismo nos Jogos Olímpicos de Verão da Juventude de 2010 - Salto com vara masculino
As provas do salto com vara masculino do atletismo nos Jogos Olímpicos de Verão da Juventude de 2010 foram realizadas nos dias 19 (qualificatória) e 23 de agosto (finais), no Estádio Bishan, em Cingapura. 16 atletas estavam inscritos neste evento.

## Medalhistas
| Ouro   | ESP Didac Salas                |
| Prata  | BRA Thiago Braz da Silva       |
| Bronze | GRE Theodoros Chrysanthopoulos |

## Qualificatória
| Pos. | Nome                       | País               | 3.70 | 3.85 | 4.00 | 4.15 | 4.30 | 4.45 | 4.60 | 4.70 | 4.80 | Resultado | Notas     | Final |
| ---- | -------------------------- | ------------------ | ---- | ---- | ---- | ---- | ---- | ---- | ---- | ---- | ---- | --------- | --------- | ----- |
| 1    | Wataru Tanaka              | JPN Japão          | -    | -    | -    | -    | -    | -    | xxo  | -    | xo   | 4.80      |           | A     |
| 2    | Theodoros Chrysanthopoulos | GRE Grécia         | -    | -    | -    | -    | -    | o    | o    | o    |      | 4.70      |           | A     |
| 2    | Ivan Horvat                | CRO Croácia        | -    | -    | -    | -    | -    | -    | o    | o    |      | 4.70      |           | A     |
| 2    | Didac Salas                | ESP Espanha        | -    | -    | -    | -    | -    | -    | o    | o    |      | 4.70      |           | A     |
| 2    | Melker Svard Jacobsson     | SWE Suécia         | -    | -    | -    | -    | -    | -    | -    | o    |      | 4.70      |           | A     |
| 6    | Arnaud Art                 | BEL Bélgica        | -    | -    | -    | -    | -    | o    | o    | xo   |      | 4.70      |           | A     |
| 7    | Jonas Efferoth             | GER Alemanha       | -    | -    | -    | -    | -    | -    | o    | xxo  |      | 4.70      |           | A     |
| 8    | Thiago Braz da Silva       | BRA Brasil         | -    | -    | -    | -    | -    | -    | o    | xxx  |      | 4.60      |           | A     |
| 9    | Reese Watson               | USA Estados Unidos | -    | -    | -    | -    | -    | xo   | o    | xxx  |      | 4.60      |           | B     |
| 10   | Ondřej Honka               | CZE Chéquia        | -    | -    | -    | -    | o    | xo   | xo   | xxx  |      | 4.60      |           | B     |
| 11   | Umit Sungur                | TUR Turquia        | -    | -    | -    | -    | xxo  | o    | xo   | xxx  |      | 4.60      |           | B     |
| 12   | Brodie Cross               | AUS Austrália      | -    | -    | -    | -    | -    | o    | xxx  |      |      | 4.45      |           | B     |
| 13   | Migael Celliers            | RSA África do Sul  | -    | -    | -    | -    | o    | xo   | xxx  |      |      | 4.45      |           | B     |
| 14   | Chen Hsiao-Wei             | TPE Taipé Chinês   | -    | -    | -    | -    | xxo  | xo   | xxx  |      |      | 4.45      |           | B     |
| 15   | Fahme Zazam Mehamed        | MAS Malásia        | -    | -    | xxo  | -    | xxx  |      |      |      |      | 4.00      |           | B     |
|      | Abel Thesee                | MRI Maurício       | xxx  |      |      |      |      |      |      |      |      |           | Sem marca | B     |

## Finais

### Final B
| Pos. | Nome                | País               | 3.70 | 3.85 | 4.00 | 4.10 | 4.20 | 4.30 | 4.40 | 4.50 | 4.60 | 4.70 | Resultado | Notas     |
| ---- | ------------------- | ------------------ | ---- | ---- | ---- | ---- | ---- | ---- | ---- | ---- | ---- | ---- | --------- | --------- |
| 1    | Migael Celliers     | RSA África do Sul  | -    | -    | -    | -    | -    | o    | -    | xo   | xxo  | xxx  | 4.60      |           |
| 2    | Reese Watson        | USA Estados Unidos | -    | -    | -    | -    | -    | -    | xo   | o    | xxx  |      | 4.50      |           |
| 3    | Brodie Cross        | AUS Austrália      | -    | -    | -    | -    | -    | xo   | o    | xo   | xxx  |      | 4.50      |           |
| 4    | Ondřej Honka        | CZE Chéquia        | -    | -    | -    | -    | -    | o    | -    | xxx  |      |      | 4.30      |           |
| 5    | Fahme Zazam Mehamed | MAS Malásia        | -    | -    | xo   | -    | o    | -    | xxx  |      |      |      | 4.20      |           |
| 6    | Chen Hsiao-Wei      | TPE Taipé Chinês   | -    | -    | -    | -    | xo   | -    | xxx  |      |      |      | 4.20      |           |
|      | Umit Sungur         | TUR Turquia        | -    | -    | -    | -    | -    | xxx  |      |      |      |      |           | Sem marca |
|      | Abel Thesee         | MRI Maurício       | xxx  |      |      |      |      |      |      |      |      |      |           | Sem marca |

### Final A
| Pos.              | Nome                       | País         | 4.40 | 4.55 | 4.70 | 4.85 | 4.95 | 5.05 | 5.15 | Resultado | Notas |
| ----------------- | -------------------------- | ------------ | ---- | ---- | ---- | ---- | ---- | ---- | ---- | --------- | ----- |
| Medalha de ouro   | Didac Salas                | ESP Espanha  | -    | -    | o    | o    | o    | xo   | xxx  | 5.05      |       |
| Medalha de prata  | Thiago Braz da Silva       | BRA Brasil   | -    | o    | xo   | o    | o    | xo   | xxx  | 5.05      |       |
| Medalha de bronze | Theodoros Chrysanthopoulos | GRE Grécia   | -    | o    | o    | o    | o    | xx-  | x    | 4.95      |       |
| 4                 | Jonas Efferoth             | GER Alemanha | -    | -    | o    | o    | xxx  |      |      | 4.85      |       |
| 4                 | Melker Svard Jacobsson     | SWE Suécia   | -    | -    | -    | o    | xxx  |      |      | 4.85      |       |
| 6                 | Arnaud Art                 | BEL Bélgica  | -    | -    | xo   | xo   | xxx  |      |      | 4.85      |       |
| 7                 | Wataru Tanaka              | JPN Japão    | -    | -    | o    | xxx  |      |      |      | 4.70      |       |
| 8                 | Ivan Horvat                | CRO Croácia  | -    | -    | xxo  | xxx  |      |      |      | 4.70      |       |